# Big Spender
A Big Spender című dal az Édes Charity című musicalhez született 1966-ban. Szerzői Cy Coleman (sz.: Seymour Kaufman) és Dorothy Fields voltak. A Broadway musicalből 1969-ben Bob Fosse készített filmet. A musicalben a dalt hostesslányok éneklik egy kvázi-sztriptíz ritmusára, amelyben a lányok mintegy gúnyolják a kuncsaftokat.
A dalt először Peggy Lee énekelte lemezre.

## Híres felvételek
- Peggy Lee (1966)
- The Ritchie Family
- Chaka Khan
- Bette Midler
- Jennifer Love Hewitt
- Lana Del Rey
- Theophilus London
- Dee Snider & Cyndi Lauper
- Dionne Warwick & Debby Boone
- The Pussycat Dolls
- Seal
- Eileen Farrell & Marilyn Horne & Carol Burnett
- Shirley Bassey
- Janice Hagan...

## Filmek, sorozatok
- Édes Charity[1]
- Fosse/Verdon (2019) – 1. epizód